# 中村浩志
中村 浩志（なかむら ひろし、1947年 - ）は、日本の鳥類学者、信州大学名誉教授。一般財団法人中村浩志国際鳥類研究所代表理事。専門はカッコウやライチョウの生態研究。学位は理学博士（1981年、京都大学）。

## 略歴・人物
長野県埴科郡坂城町出身。坂城町立坂城中学校、長野県屋代高等学校卒業。昭和44年（1969年）信州大学教育学部小学校教員養成課程卒業。同49年（1974年）京都大学大学院理学研究科動物生態学専攻博士課程修了。同55年（1980年）信州大学教育学部生態学研究室助手、同61年（1986年）助教授、平成4年（1992年）教授。同24年（2012年）退官。同27年（2015年）長野市に一般財団法人中村浩志国際鳥類研究所を設立。
平成6年（1994年）からケンブリッジ大学に留学し、同12年（2000年）ライチョウ会議議長、同18年（2006年）から同21年（2009年）まで日本鳥学会会長。

## 編著
- 「戸隠の自然」信濃毎日新聞社 1991年
- 「軽井沢の自然」信濃毎日新聞社 1992年
- 「カケスの森」フレーベル館 1998年
- 「千曲川の自然」信濃毎日新聞社 1999年
- 「甦れ、ブッポウソウ ネイチャー・ストーリーズ」 山と渓谷社 2004年
- 「雷鳥が語りかけるもの ネイチャー・ストーリーズ」 山と溪谷社 2006年
- 「歩こう神秘の森戸隠」信濃毎日新聞社 2011年
- 「二万年の奇跡を生きた鳥ライチョウ」農山漁村文化協会 2013年
- 「ライチョウを絶滅から守る!」 しなのき書房 2018年
- 「野鳥の生活 森に棲む鳥」 遊行社 2021年

## 受賞歴
- 1970年 日本鳥学会奨学賞
- 2002年 山階芳麿賞
- 2019年 信毎賞
- 2021年 安藤忠雄文化財団賞